# Paul Hartnoll
Paul Hartnoll (n. 19 de mayo de 1968) es un músico y DJ británico nacido en Dartford, Kent, Inglaterra. Hartnoll creció en Sevenoaks y forma parte del dúo de música electrónica Orbital junto a su hermano, Phil Hartnoll.

## Historia
Hartnoll estuvo en dos bandas locales en la década de 1980:  Noddy y the Satellites junto al clarinetista Duncan Walker. En 1987, Paul y su hermano Phil crearon Orbital, banda que, aunque con un "descanso", siguió activa hasta 2014. En 2002 realizó una actuación especial en ER, interpretando a un DJ.
Luego de producir siete álbumes y muchos espectáculos en vivo, Paul comenzó a trabajar en su álbum The Ideal Condition, que vio la luz el 28 de mayo de 2007. En 2009, Orbital volvió a actuar en vivo otra vez.
Hartnoll, deseando producir algo diferente de Orbital, hizo una versión acústica alternativa de «The Ideal Condition». El arreglador Chris Elliott colaboró con Hartnoll transformando la música que Orbital había producido electrónicamente para ser tocada a modo de orquesta. Hubo varios artistas invitados, entre ellos: Robert Smith , Joseph Arthur, Lianne Sala, y Akayzia Parker.
En 2016, Paul comenzó a preparar un nuevo proyecto junto a Vince Clarke (Erasure, Yazoo, Depeche Mode), que llevaría la firma de Clarke:Hartnoll como artista. Con el editó un álbum llamado 2Square y como sencillo adelantaron Better Have a Drink to Think.

## Discografía

### Álbumes solistas
- The Ideal Condition (2007)

### Sencillos solistas
- "Patchwork Guilt" / "Gloopy" (2006)
- "Please" (2007)
- "Gob Smack" (2008)

### 8:58
- 8:58 (2015)

### Orbital
- [6]

### Haunted House
Colaboración con Lianne Hall.
- Brave the Woods (2014)

### American Ultra
(2015) Película sobre operativos (también stoners), que defienden a un jefe rebelde. Paul Hartnoll contribuyó música.

### Vince Clarke & Paul Hartnoll
- 2Square (2016/álbum)
  - Better Have a Drink to Think (2016/sencillo)